# St-Trophime (Eschau)

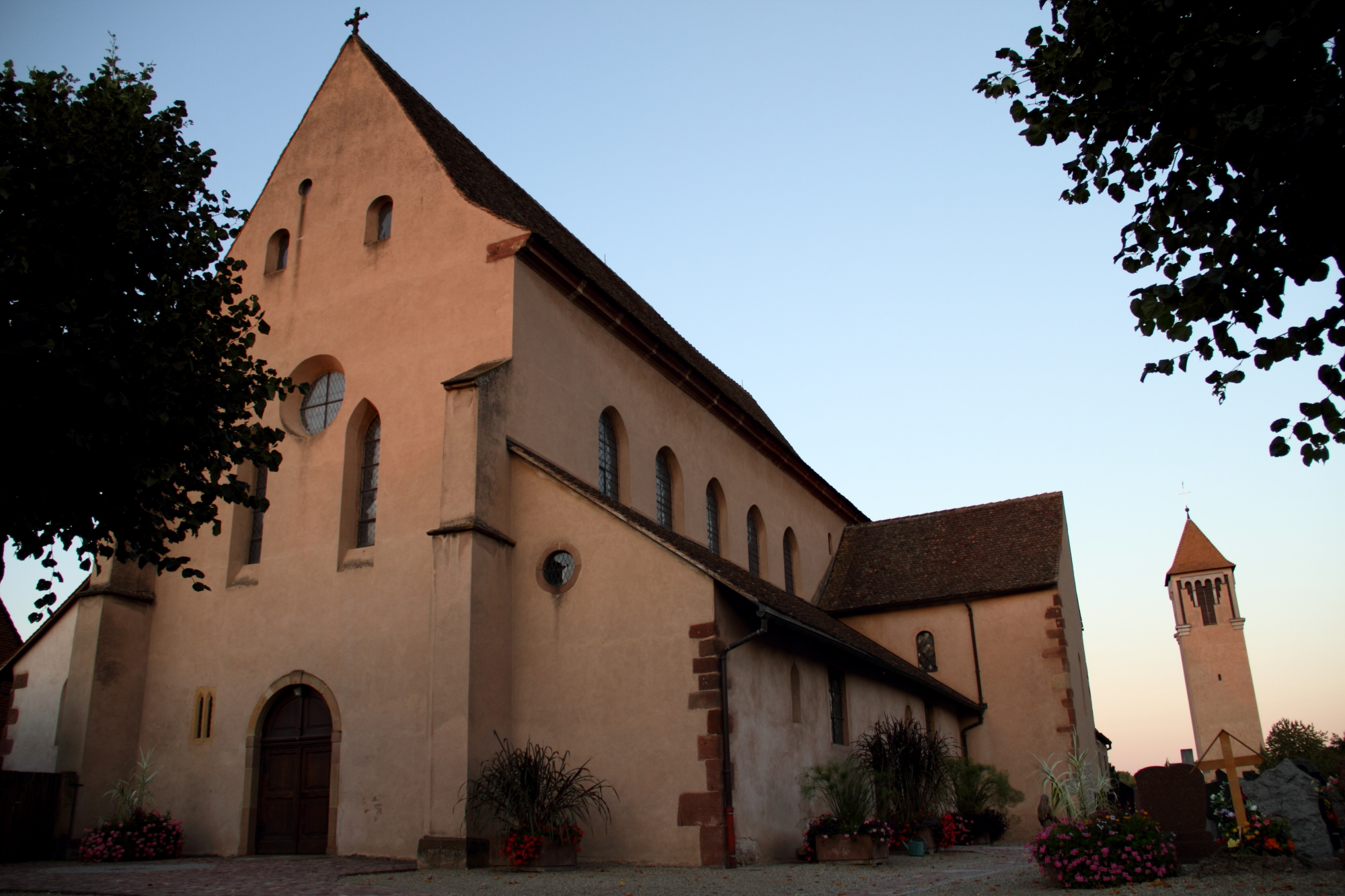
St. Trophime, im Hintergrund der Campanile

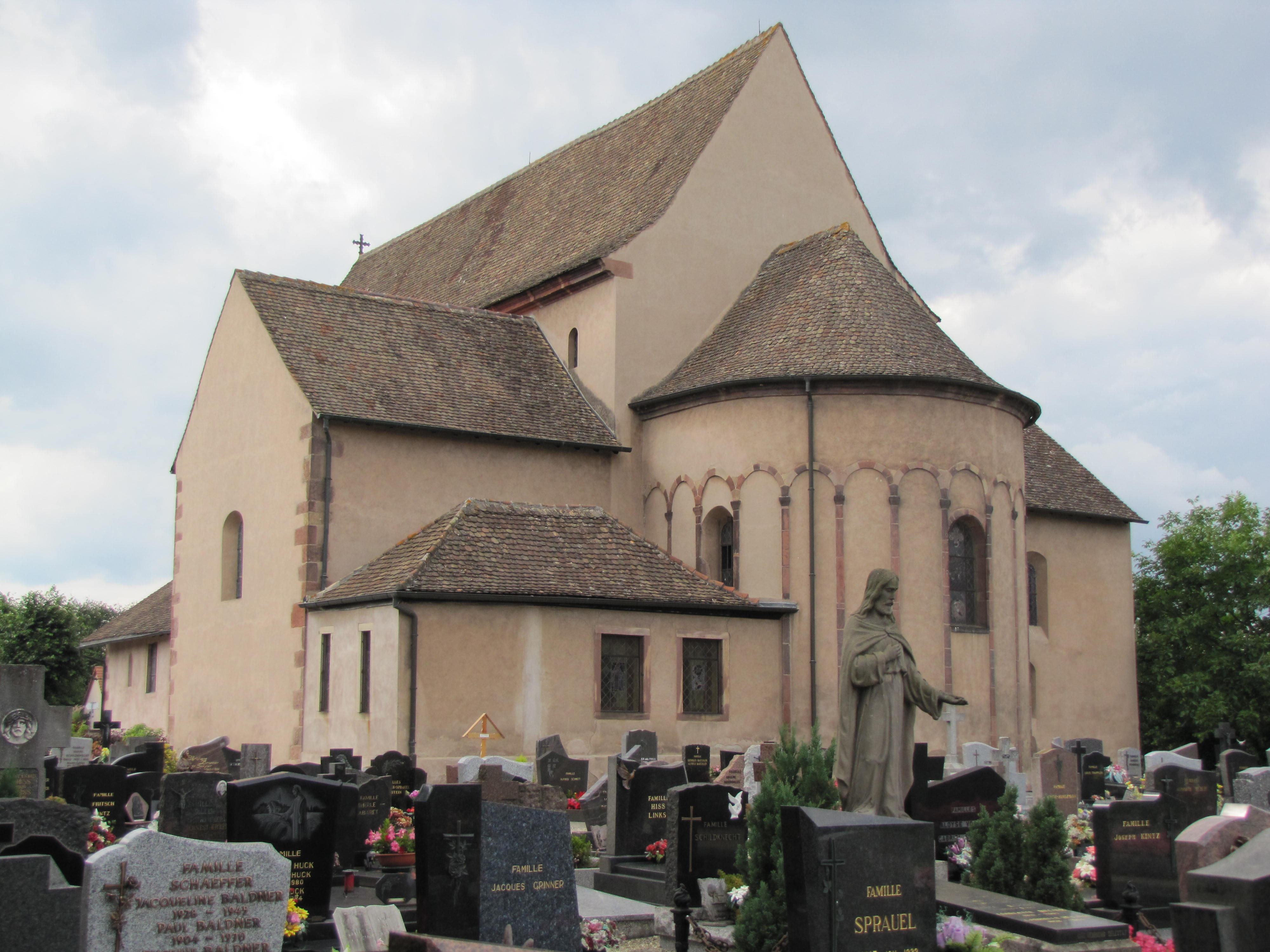
Blick auf Chor und Querhaus

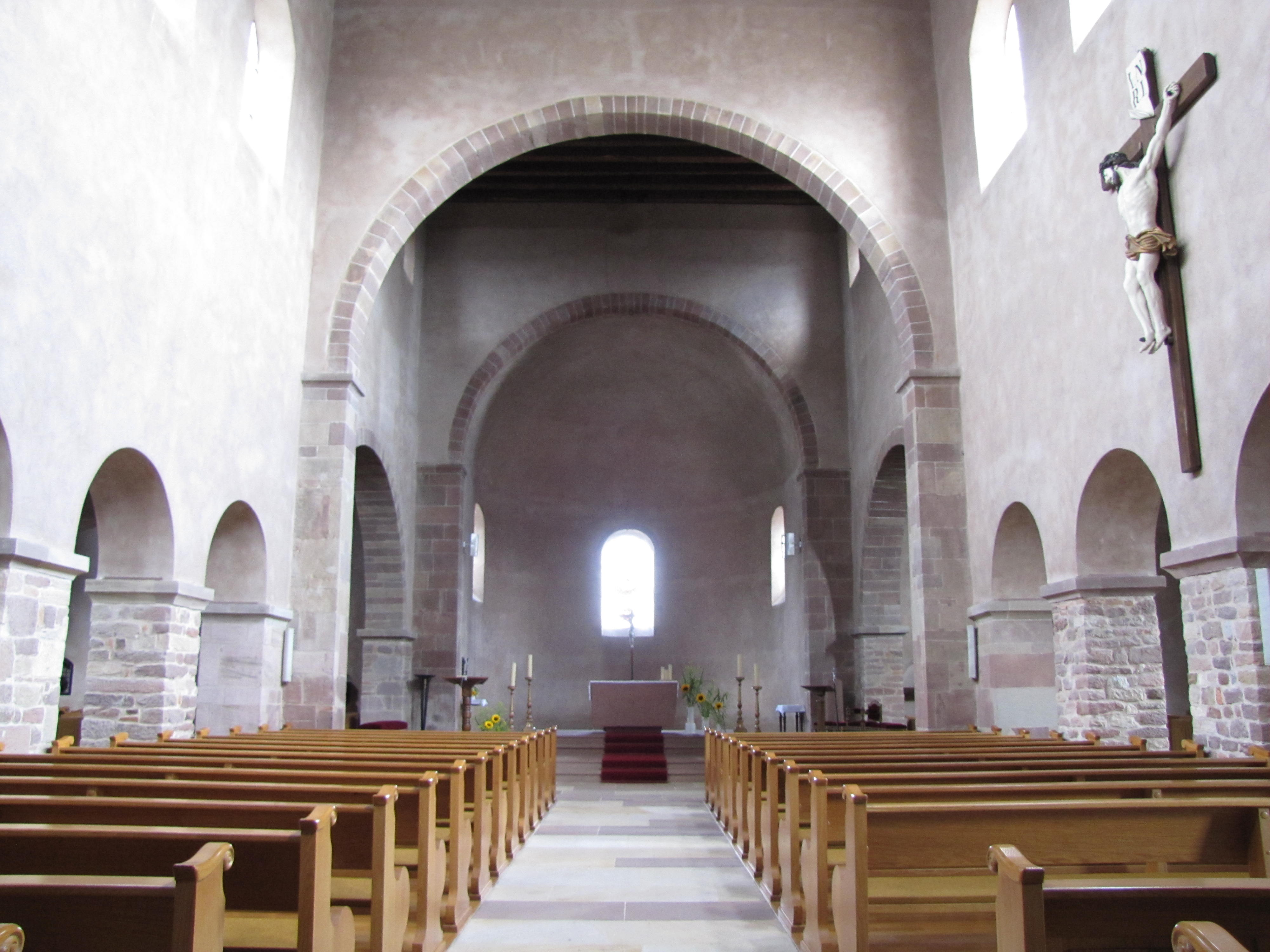
Langhaus und Chor der Kirche

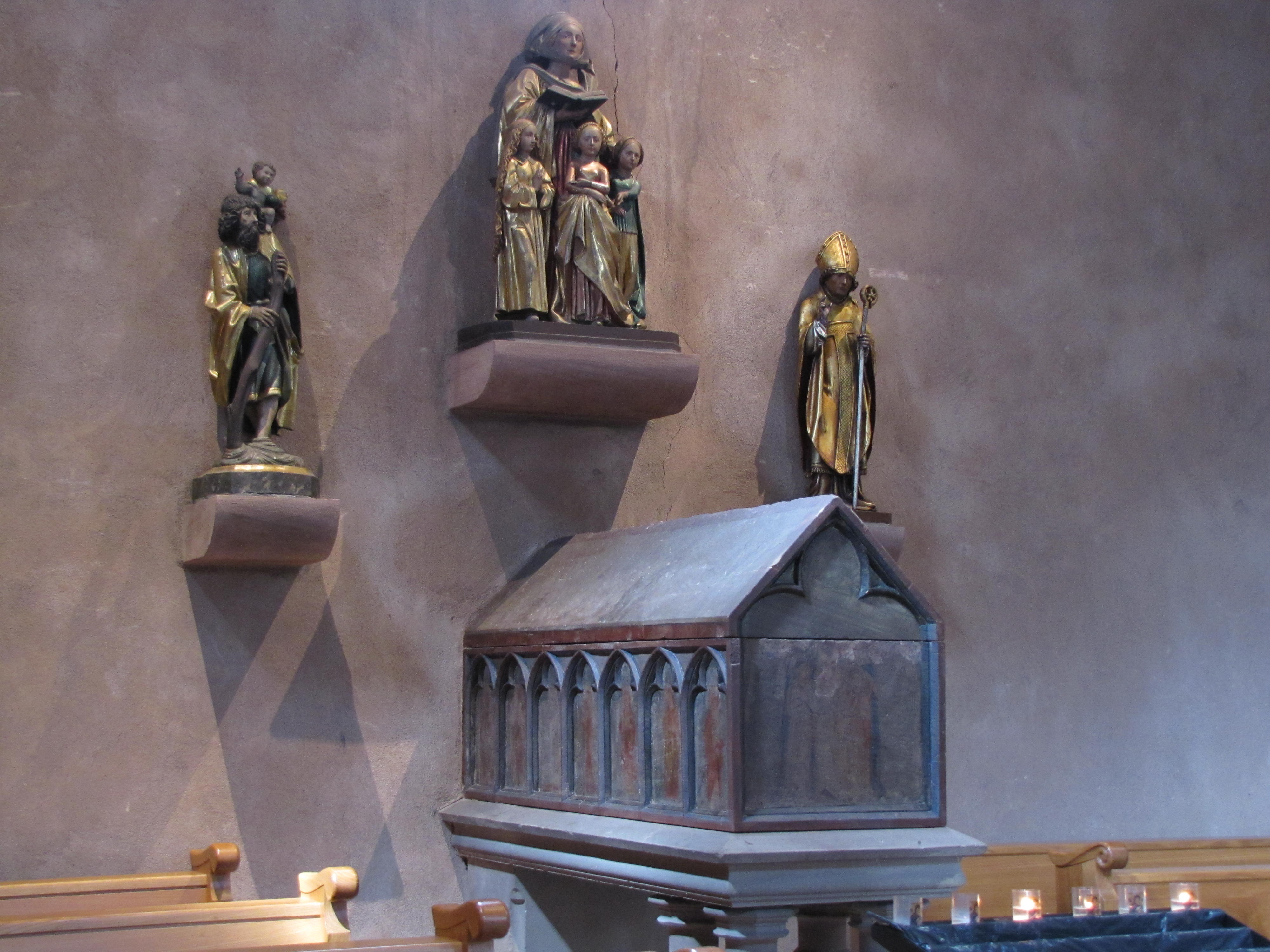
Sarkophag der hl. Sophia mit Skulpturengruppe

Saint-Trophime ist eine römisch-katholische Kirche in Eschau im französischen Département Bas-Rhin. Das romanische Bauwerk mit Einflüssen karolingisch-ottonischer Architektur ist als Monument historique geschützt. Die Kirche ist dem hl. Trophimus geweiht.

## Geschichte
Saint-Trophime ist Teil des ehemaligen Benediktiner-Nonnenklosters Eschau, das um 770 von Bischof Remigius von Straßburg gegründet wurde. 778 übertrug Remigius es der Straßburger Kirche. 926 wurde das Kloster von den Ungarn im Zuge der Ungarneinfälle zerstört und Ende des 10. Jahrhunderts durch Bischof Wilderod wieder aufgebaut. Nach einer weiteren Zerstörung baute man das Kloster im gotischen Stil 1298 wieder auf. 1525 wurde das Kloster aufgehoben, die Güter dem Domkapitel zugeschlagen und die Klostergebäude bis auf die Kirche abgerissen.
Die genaue Erbauungszeit der Kirche ist unbekannt. Das überlieferte Weihedatum für 996 wird häufig angezweifelt und die erste Hälfte oder Mitte des 11. Jahrhunderts als Entstehungszeit genannt. Immer wieder wurde das Bauwerk in der Folgezeit verändert. So wurden im 14. Jahrhundert der Dachstuhl erhöht sowie die Westfassade und die Traufmauern aufgestockt. 1747 fanden barocke Veränderungen im Inneren der Kirche statt. 1947 musste der Kirchturm aus dem 18. Jahrhundert niedergelegt werden. Erst im Jahr 1987 erhielt die Kirche einen neuen Kirchturm, der als Campanile aus Beton rund 80 Meter südöstlich des Gebäudes erstellt wurde.

## Architektur
St. Trophime ist eine schmucklose Pfeilerbasilika mit breitem Querhaus und einem Langhaus über nahezu quadratischem Grundriss. Das Querhaus ist niedriger als das Langhaus. Die gestelzte Apsis ist halbrund und außen mit dunkel abgesetzten Lisenen und Blendbögen geschmückt. Mittel- und Seitenschiffe sind im Inneren durch von sechs quadratischen Pfeilern getragene Arkaden getrennt. Die Kirche ist mit einer flachen Holzdecke gedeckt.

## Ausstattung
Teile der Ausstattung des Klosters und der Kirche Saint-Trophime befinden sich heute im Straßburger Frauenhausmuseum, darunter Reste des Kreuzganges mit figürlichen Reliefs aus der Zeit um 1130, ein Taufkessel und ein Taufstein sowie eine Muttergottes (1. Hälfte des 12. Jahrhunderts) und eine Anna Selbdritt (Anfang 16. Jahrhundert). Zu den bedeutendsten Gegenständen der Kirche gehört der Sarkophag der hl. Sophia von Rom im Querhaus. Die Reliquien brachte Remigius 777 aus Rom mit. Außerdem besitzt die Kirche mehrere Holzskulpturen, darunter einen gotischen Christus, einen Christophorus aus der Zeit um 1500 sowie eine hl. Barbara und Katharina aus dem 16. Jahrhundert. Außerdem gibt es eine Skulpturengruppe der hl. Sophia mit ihren Kindern Spes, Fides und Caritas, die aus dem 15. Jahrhundert stammt und über dem Sarkophag hängt. Der Hauptaltar ist jüngeren Datums und stammt aus der Zeit des Klassizismus.